# هوري (ديزجرود الشرقي)
هوري (بالفارسية: حوری) هي قرية تقع في إيران في أذربيجان الشرقية. يقدر عدد سكانها بـ 1,041 نسمة .